# Швайлен, Антон
Антон Шва́йлен (словац. Anton Švajlen; род. 3 декабря 1937, Solčany, Топольчани) — чехословацкий футболист и словацкий спортивный функционер, играл на позиции вратаря. Серебряный призёр Олимпийских игр (1964). Отец гандболиста Любомира Швайлена.

## Биография

### Клубная карьера
Всю футбольную карьеру, насчитывающую 15 сезонов, Швайлен играл за «Кошице». В составе «Кошице» он сыграл 344 матча, из которых 214 матчей провёл без замен. Швайлен был известен как вратарь-бомбардир и исполнитель пенальти, с которых он забил 11 голов. Завершил карьеру игрока в 1974 году в возрасте 37 лет.

### Карьера в сборной
Швайлен проигрывал конкуренцию более сильным вратарям, среди которых были Франтишек Шмукер, Вильям Шройф и Иво Виктор. Был резервным вратарём сборной Чехословакии на олимпийском футбольном турнире 1964 года, где сыграл один матч со сборной Бразилии (1:0). Сборная Чехословакии завоевала серебряные медали после поражения в финале от сборной Венгрии со счётом 1:2.

### Тренерская и административная карьера
Работал на нескольких должностях, был членом Олимпийского комитета Словакии и работал в руководстве «Кошице».